# 琴水せいら
琴水 せいら（ことみ せいら）は、日本のAV女優。

## 略歴・人物
京都府出身。趣味・特技は映画を見に行くこと、パン作り。
2017年6月、アイデアポケットの専属女優としてAVデビュー。

## 出演作品

### アダルトDVD
2017年
- FIRST IMPRESSION 117 変態プレイ願望の関西美少女AVデビュー（6月5日、アイデアポケット）
- 絶頂覚醒4本番! 開発された美女の性感帯! 琴水せいらの眠っている性を無理矢理叩き起こす!（8月1日、アイデアポケット）
- チ○ポ狂い絶頂 ドMメイド（10月1日、アイデアポケット）
- 女子校生NTS オレが仕込んだ変態彼女を同級生にハメさせる。（10月13日、アイデアポケット）
- のど奥懇願イラマチオ（11月13日、アイデアポケット）
- 快感(セックス)依存症+超ぶっかけ セックスに溺れ、セックスに取り憑かれ、セックスなしでは生きていけない女（12月13日、アイデアポケット）

2018年
- 両親に代わって謝罪に来た娘に「親の責任を取れ」と全裸土下座をさせたまま恫喝陵辱SEX（1月5日、DOC）他出演:胡桃たえ、双葉良香
- 友人の彼女のパンツのいやらしいヒップラインに興奮!両手両足を拘束し固定極太バイブでエロ尻イキ潮連続噴射!（2月2日、DOC）他出演:松島侑子、片瀬唯
- 僕の部屋に泊まりにきた叔母さんが寝るときは裸族だったことが判明!かつてのオナペットを前にしてイクべきか迷っていたらむこうから激しく甥っ子チ○ポを求めてきた! 4（2月9日、SCOOP）他出演:優月まりな ほか
- 人妻ナンパ中出しイカセ 26 高円寺編（2月10日、ホットエンターテイメント）他出演:神木りさ、早野いちか ほか
- 完全覚醒おめでとう! SM解禁!緊縛解禁!せいらちゃん!ようこそ!えむっ娘ワールドへ!!（2月13日、えむっ娘ラボ）
- 「私みたいなおばさんが初めてで本当にいいの?」まだまだ性欲が衰えないのに、旦那とは超セックスレスで欲求不満! そんな私の巨乳に欲情してくれた童貞クンを優しく筆おろし、しかも何度も中出しさせてあげました!（2月22日、アイエナジー）他出演:桜ちなみ、海空花
- イチャイチャ同棲彼氏 ツンデレ北野翔太編（3月8日、GIRL'S CH）
- デリヘル呼んだら数年前に寿退社したハズの職場のマドンナとまさかの再会! 「このことは内緒にしておくから」とアナル舐めさせギン立ちしたゲス男チ○ポで奥まで突き上げ高嶺の華だった人妻膣中に爆発射! 3（3月9日、SCOOP）他出演:海空花、大杜若羽、橘メアリー
- ザ・面接 VOL.157 パパ活 寝盗られ 咥える 舐める 精子 呑んでもいいですか?（3月20日（レンタル）、アテナ映像）他出演:峰ゆり香、世羅百合花 ほか
- 街角シロウトナンパ! vol.03 〜占い女子編〜（3月23日、プレステージ）※「すみれ」名義　他出演:まこ、のぞみ、あすみ、ひな
- 美脚シロウトお姉さん限定! 初めてのパンスト固定バイブ体験!! ひたすら子宮に響く快感インパクトに全身グネらせ全員おもらし絶頂!しちゃいました。（4月7日、ナンパJAPAN）他3名出演
- 小柄な体に秘めた性欲が止まらない。 恥らう清純美少女の淫らな本性（5月1日、S-Cute）他出演:ななせ麻衣、生田みく、愛瀬美希、桜井まほ、秋吉花音
- SEXの逸材。 Vol.16 ドスケベ素人の衝撃的試し撮り 性癖をこじらせてプレステージに自らやって来た本物素人さん達の顛末（5月4日、プレステージ）他3名出演

### VR
- ラブイチャVR彼女 いっぱいナデナデしてね（2018年2月24日、ブイワンVR）
- イラマ大好きメ●ヘラ彼女（2018年3月31日、ブイワンVR）